# یوشیکو کاواشیما
یوشیکو کاواشیما (انگلیسی: Yoshiko Kawashima؛ ‏ ۲۴ مهٔ ۱۹۰۷ – ۲۵ مارس ۱۹۴۸) فرد نظامی اهل جمهوری چین بود. نام اصلی او آیسین گیورو شیانیو و شاه‌دختی از قبیله آیسین-گیورو در دودمان چینگ بود. او در ژاپن بزرگ شد و در طول جنگ دوم چین و ژاپن به عنوان جاسوس برای ارتش کوانتونگ ژاپن و منچوکو خدمت کرد. او را گاهی در روایت‌های داستانی با نام مستعار «ماتا هاری شرقی» می‌شناسند. پس از جنگ، او توسط دولت ملی جمهوری چین به عنوان یک فرد خائن دستگیر، محاکمه و اعدام شد. او همچنین از نوادگان برجسته هوگه، پسر بزرگ امپراتور هونگ تایجی بود.

## سابقهٔ خانوادگی و اوایل زندگی
او با نام اصلی آیسین گیورو شیانیو در سال ۱۹۰۷ در پکن به عنوان چهاردهمین دختر شانکی (۱۸۶۶–۱۹۲۲)، شاهزاده منچویی از قبیله آیسین گیورو، قبیله سلطنتی دودمان چینگ به دنیا آمد. مادرش بانو ژانگیا (張佳氏)، چهارمین زن صیغه‌ای شانکی بود. شانکی از نوادگان هوگه، پسر ارشد امپراتور هونگ تایجی (دومین فرمانروای دودمان چینگ) بود. شانکی همچنین دهمین وارث همتای شاهزاده سو، یکی از ۱۲ همتایان شاهزاده «کلاه آهنی» دودمان چینگ بود.
پس از اینکه انقلاب شین‌های دودمان چینگ را در سال ۱۹۱۲ سرنگون کرد، شیانیو در سال ۱۹۱۵ در سن هشت سالگی به دوست پدرش، نانیوا کاواشیما یک مأمور جاسوسی ژاپنی و ماجراجوی مزدور، سپرده شد. پدرخوانده او نام او را به «یوشیکو کاواشیما» تغییر داد و او را به توکیو، ژاپن برد تا در خانه خانوادگی کاواشیما بزرگ شده و تحصیل کند. به عنوان یک دختر نوجوان، کاواشیما می‌باید برخی فنون رزمی از جمله جودو و شمشیربازی را به‌طور اصولی و در مدرسه‌ای در توکیو فرا می‌گرفت.
در سال ۱۹۲۲، حدود زمانی که خانواده ؤاپنی او بهماتسوموتو، ناگانو نقل مکان کردند، پدر بیولوژیکی خودش شانکی درگذشت. از آنجایی که مادر کاواشیما هیچ هویت رسمی مستقل به عنوان صیغه شانکی نداشت، او از سنت منچو پیروی کرد و با خودکشی درگذشت تا به شانکی بپیوندد.
در ۲۲ نوامبر ۱۹۲۵، یوشیکو گفت که «... تصمیم گرفته است برای همیشه زن نباشد.» اوایل آن روز، او یک کیمونو با مدل موی سنتی زنانه پوشیده بود و در میان اقیانوسی از شکوفه، عکسی با عنوان «وداع من با زندگی به عنوان یک زن» گرفت. آن شب، یوشیکو به آرایشگاه رفت و موهایش را به صورت سربازی کوتاه کرد و از آن به بعد لباس‌های مردانه پوشید. عکسی از این دگرگونی پنج روز بعد در روزنامه آساهی منتشر شد با این عنوان: «موهای مشکی زیبای کاواشیما یوشیکو به‌طور کامل بریده شده - به دلیل 'شایعات' بی اساس، تصمیم قاطعانه ای برای تبدیل شدن به یک مرد گرفته - ماجرای رقت‌انگیز و محرمانه او درگرفتن عکسی از خودش"، که اشاره ای به رویدادی داشت که طی آن با هفت تیری که ایواتا آینوسوکه به او داده بود، به قفسه سینه خود شلیک کرد.»
بعداً چندین توضیح در مورد آنچه باعث چنین تصمیمی در او شد، از جمله مرگ والدینش، عاشقانه‌های ناموفق یا سوء استفاده جنسی ادعایی از سوی پدرخوانده‌اش ارائه شد.
کاواشیما در مقاله دیگری دو روز پس از مقاله اول توضیح داد که «من با چیزی به دنیا آمدم که پزشکان آن را گرایش به جنس سوم می‌نامند و بنابراین نمی‌توانم اهداف یک زن معمولی را در زندگی دنبال کنم… از زمانی که جوان بودم برای انجام کارهایی که پسرها انجام می‌دهند می‌مردم. آرزوی غیرممکن من این است که مانند یک مرد برای چین و آسیا، سخت کار کنم.»
در اوایل زندگی اش گفته شده بود که او علی‌رغم زیبایی زنانه اش «عادات‌های پسرانه» دارد. او فقط از سبک مردانه دستور زبان ژاپنی استفاده می‌کرد، حتی با آنکه این امر باعث شد که پس از مرگ پدر بیولوژیکی‌اش اجازه حضور مجدد در مدرسه را به او ندهند.

## جاسوسی
در نوامبر ۱۹۲۷ در سن ۲۰ سالگی، برادر و پدر خوانده‌اش ترتیب ازدواج او را در پورت آرتور (که به نام ریوجون هم شناخته می‌شود) با گنجورجاب، پسر ژنرال ارتش مغولستان داخلی باباجاب، که زمانی در سال ۱۹۱۱ جنبش استقلال مغولستان-منچوری را رهبری می‌کرد دادند. این ازدواج تنها پس از سه سال به طلاق ختم شد. او مغولستان را ترک کرد و ابتدا به شهرهای ساحلی شلوغ چین سفر کرد و برای چند سال در توکیو با یک سری از عاشقان ثروتمند، اعم از زن و مرد، سبک زندگی غیرمتعارفی داشت. کاواشیما به واحدها یا امکان امتیازی خارجی در شانگهای رفت. هنگامی که در شانگهای بود، او وابسته نظامی ژاپنی و افسر اطلاعاتی تاناکا ریوکیچی را ملاقات کرد که از رابطه او با اشراف منچو و مغول برای گسترش شبکه جاسوسی خود استفاده کرد. او در زمان رویداد ۲۸ ژانویه شانگهای در سال ۱۹۳۲ با تاناکا ریوکیچی در آن شهر زندگی می‌کرد.

## دستگیری، محاکمه و اعدام
پس از پایان جنگ دوم چین و ژاپن در ۱۱ نوامبر ۱۹۴۵، یک خبرگزاری گزارش داد که «کسی که مدت‌ها به دنبال زیبایی در لباس مردانه بود در پکن توسط افسران ضد جاسوسی دستگیر شد».
دادگاه عالی هبئی در ابتدا کاواشیما را «چواندائو فانگزی» (تلفظ چینی نام ژاپنی کانجی او) خطاب کرد. هنگامی که محاکمه او یک ماه بعد آغاز شد، کاواشیما خود را با نام چینی خود، «جین بیهوی» معرفی کرد، که در نهایت به نامی تبدیل شد که مقامات دادگاه استفاده می‌کردند. با این حال، مطابق با استراتژی وکلایش برای رد اتهام خیانت، او به تدریج شروع به تأکید بر هویت و اعتقادش به بیرق‌های ژاپن یا منچو کرد. دادگاه درخواست دفاع را برای محاکمه او به عنوان یک جنایتکار جنگی و نه به عنوان یک خائن خانگی، بر اساس ترکیبی از اصل خون و ناکامی کاواشیما در انصراف رسمی از تابعیت خود از طریق وزارت امور مدنی چین، رد کرد.
وی در ۲۰ اکتبر ۱۹۴۷ به لقب تحقیرآمیز و ناسزاگونهٔ هنجیان متهم به خیانت شد، و در ۲۵ مارس ۱۹۴۸ با شلیک گلوله به پشت سرش اعدام شد و بدنش بعداً در معرض دید عموم قرار گرفت.
جسد او تحویل یک راهب ژاپنی شد تا سوزانده شود. خاکستر او به خانواده فرزندخوانده‌اش فرستاده شد و بعداً در معبد شورینجی در ماتسوموتو استان ناگانو ژاپن به خاک سپرده شد.